# Joanna Roszak

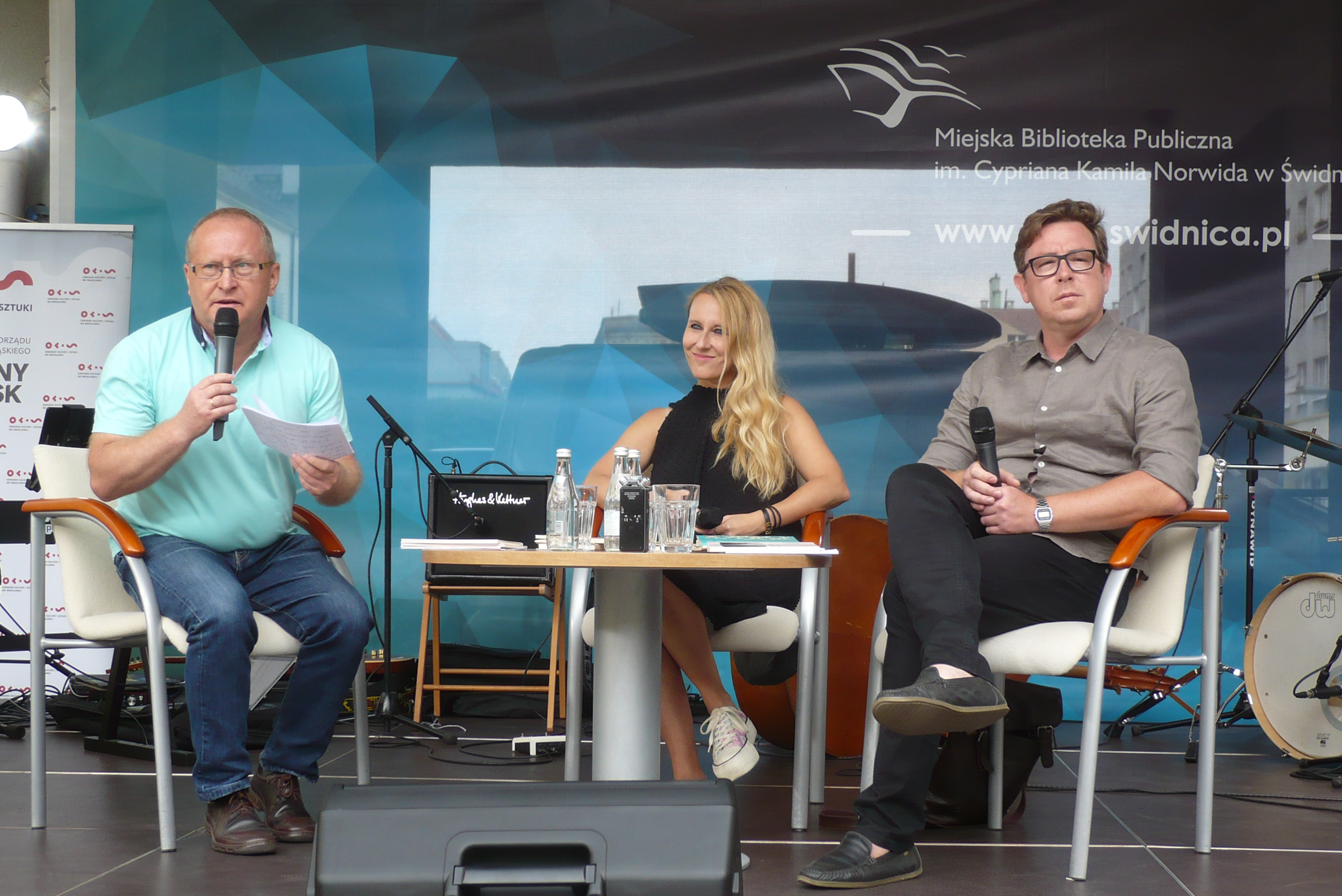
VII Festiwal Góry Literatury, Świdnica, 20.07.2021. Od lewej: Karol Maliszewski, Joanna Roszak i Tadeusz Dąbrowski

Joanna Maria Roszak (ur. 1 kwietnia 1981 roku w Poznaniu) – polska pisarka, poetka, publicystka, wykładowczyni akademicka.

## Życiorys
Adiunkt w Instytucie Slawistyki Polskiej Akademii Nauk. Doktor nauk humanistycznych – dysertacja doktorska Synteza mowy Tymoteusza Karpowicza. Stypendystka tygodnika „Polityka” (akcja dla młodych naukowców „Zostańcie z nami", 2004), laureatka pierwszej nagrody w Konkursie im. Jana Józefa Lipskiego (Org.: Instytut Badań Literackich PAN, 2006), wyróżnienie w Konkursie o Nagrodę im. Czesława Zgorzelskiego (inicjatywa polonistyk uniwersyteckich, 2006), nominacja do Medalu Młodej Sztuki (inicjatywa dziennika „Głos Wielkopolski" 2007).
Laureatka Nagroda Rady Wydziału Filologii Polskiej i Klasycznej UAM za pracę doktorską Synteza mowy Tymoteusza Karpowicza (2009), nominacja do Wrocławskiej Nagrody Poetyckiej „Silesius” (2012) za tom Wewe, stypendystka Marszałka Województwa Wielkopolskiego dla ludzi kultury (2012), nominacja do Nagrody Literackiej Gdynia w kategorii Poezja (2014), nominacja do Nagrody im. Wisławy Szymborskiej (2016) za tom Tego dnia.
Publicystka m.in. serbskiego „Liparu” oraz „Pro Femina”, amerykańskiego „Przeglądu Polskiego”, czasopism polskich tj. „Odra”, „Topos”, „Literatura na Świecie”, „Res Publica Nowa” a także „Nowe Książki”. W 2024 została odznaczona Brązowym Krzyżem Zasługi.

## Publikacje

### Poezja
- 2023 – om ISBN 978-83-67706-12-4
- 2020 – Ploso ISBN 978-83-66487-10-9
- 2018 – Przyszli niedokonani
- 2015 – Tego dnia
- 2013 – Ladino
- 2011 – Wewe

- 2009 – Lele

- 2008 – Którędy do morza?

- 2006 – Tintinabuli

### Nauka i esej
- 2019 – Żuraw z origami. Opowieść o Józefie Rotblacie, Wydawnictwo Pogranicze, ISBN 978-83-66143-04-3
- 2015 – Słyszysz? Synagoga. Wychodząc spod poznańskiej synagogi przy ul. Wronieckiej, Lublin-Warszawa
- 2014 – Miejsce i imię. Poeci niemieckojęzyczni żydowskiego pochodzenia
- 2013 – Interior. Szkice

- 2010 – W cztery strony naraz. Portrety Tymoteusza Karpowicza, Biuro Literackie

- 2010 – Synteza mowy Tymoteusza Karpowicza, Wydawnictwo Poznańskie

- 2009 – Południk spotkania. Paul Celan w polskiej poezji powojennej, Wydawnictwo Poznańskie